# Eleições europeias de 2019 em Almada

## Resultados Oficiais
| Partido                 | Partido                        | Votos   | %               | +/-   |
| ----------------------- | ------------------------------ | ------- | --------------- | ----- |
|                         | Partido Socialista             | 19 887  | 34,97 / 100,00  | 5,63  |
|                         | Coligação Democrática Unitária | 8 499   | 14,94 / 100,00  | 10,95 |
|                         | Bloco de Esquerda              | 7 002   | 12,31 / 100,00  | 6,06  |
|                         | Partido Social Democrata       | 6 414   | 11,28 / 100,00  | -     |
|                         | Pessoas–Animais–Natureza       | 4 260   | 7,49 / 100,00   | 4,96  |
|                         | CDS – Partido Popular          | 2 316   | 4,07 / 100,00   | -     |
|                         | LIVRE                          | 1 277   | 2,25 / 100,00   | 0,68  |
|                         | Aliança                        | 1 084   | 1,91 / 100,00   | Novo  |
|                         | Basta!                         | 935     | 1,64 / 100,00   | 0,93  |
|                         | Outros (com menos de 1,00%)    | 2 446   | 4,30 / 100,00   |       |
| Votos Inválidos         | Votos Inválidos                | 2 754   | 4,84 / 100,00   | 1,75  |
| Total                   | Total                          | 56 874  | 100,00 / 100,00 |       |
| Eleitorado/Participação | Eleitorado/Participação        | 150 923 | 37,68 / 100,00  | 0,42  |

## Resultados por Freguesia
Os resultados seguintes referem-se aos partidos que obtiveram mais de 1,00% dos votos:
| Freguesia                                  | %     | %     | %     | %     | %    | %    | %    | %    | %    | Votantes |
| Freguesia                                  | PS    | CDU   | BE    | PSD   | PAN  | CDS  | L    | A    | B!   | Votantes |
| ------------------------------------------ | ----- | ----- | ----- | ----- | ---- | ---- | ---- | ---- | ---- | -------- |
| Almada, Cova da Piedade, Pragal e Cacilhas | 33,68 | 17,23 | 13,24 | 10,94 | 7,03 | 3,73 | 2,76 | 1,90 | 1,29 | 18 308   |
| Caparica e Trafaria                        | 39,65 | 17,06 | 10,29 | 8,99  | 6,49 | 3,28 | 1,61 | 1,49 | 1,81 | 7 198    |
| Charneca de Caparica e Sobreda             | 32,02 | 11,27 | 12,47 | 13,43 | 8,56 | 5,31 | 2,24 | 2,45 | 1,88 | 15 335   |
| Costa de Caparica                          | 33,49 | 9,66  | 11,02 | 15,64 | 9,08 | 5,75 | 2,35 | 2,18 | 1,80 | 4 174    |
| Laranjeiro e Feijó                         | 38,43 | 16,75 | 12,35 | 8,87  | 6,86 | 2,90 | 1,80 | 1,37 | 1,74 | 11 859   |
| Almada                                     | 34,97 | 14,94 | 12,31 | 11,28 | 7,49 | 4,07 | 2,25 | 1,91 | 1,64 | 56 874   |

#### Almada, Cova da Piedade, Pragal e Cacilhas
| Partido                 | Partido                        | Votos  | %               | +/-   |
| ----------------------- | ------------------------------ | ------ | --------------- | ----- |
|                         | Partido Socialista             | 6 167  | 33,68 / 100,00  | 4,34  |
|                         | Coligação Democrática Unitária | 3 154  | 17,23 / 100,00  | 10,63 |
|                         | Bloco de Esquerda              | 2 424  | 13,24 / 100,00  | 6,83  |
|                         | Partido Social Democrata       | 2 003  | 10,94 / 100,00  | -     |
|                         | Pessoas–Animais–Natureza       | 1 287  | 7,03 / 100,00   | 4,79  |
|                         | CDS – Partido Popular          | 682    | 3,73 / 100,00   | -     |
|                         | LIVRE                          | 506    | 2,76 / 100,00   | 0,43  |
|                         | Aliança                        | 347    | 1,90 / 100,00   | Novo  |
|                         | Basta!                         | 236    | 1,29 / 100,00   | 0,70  |
|                         | Outros (com menos de 1,00%)    | 719    | 3,91 / 100,00   |       |
| Votos Inválidos         | Votos Inválidos                | 783    | 4,27 / 100,00   | 1,52  |
| Total                   | Total                          | 18 308 | 100,00 / 100,00 |       |
| Eleitorado/Participação | Eleitorado/Participação        | 44 234 | 41,39 / 100,00  | 0,72  |

#### Caparica e Trafaria
| Partido                 | Partido                                         | Votos  | %               | +/-   |
| ----------------------- | ----------------------------------------------- | ------ | --------------- | ----- |
|                         | Partido Socialista                              | 2 854  | 39,65 / 100,00  | 9,02  |
|                         | Coligação Democrática Unitária                  | 1 228  | 17,06 / 100,00  | 12,16 |
|                         | Bloco de Esquerda                               | 741    | 10,29 / 100,00  | 4,12  |
|                         | Partido Social Democrata                        | 647    | 8,99 / 100,00   | -     |
|                         | Pessoas–Animais–Natureza                        | 467    | 6,49 / 100,00   | 4,04  |
|                         | CDS – Partido Popular                           | 236    | 3,28 / 100,00   | -     |
|                         | Basta!                                          | 130    | 1,81 / 100,00   | 1,07  |
|                         | LIVRE                                           | 116    | 1,61 / 100,00   | 0,25  |
|                         | Aliança                                         | 107    | 1,49 / 100,00   | Novo  |
|                         | Partido Comunista dos Trabalhadores Portugueses | 105    | 1,46 / 100,00   | 1,03  |
|                         | Outros (com menos de 1,00%)                     | 233    | 3,24 / 100,00   |       |
| Votos Inválidos         | Votos Inválidos                                 | 334    | 4,64 / 100,00   | 1,57  |
| Total                   | Total                                           | 7 198  | 100,00 / 100,00 |       |
| Eleitorado/Participação | Eleitorado/Participação                         | 21 827 | 32,98 / 100,00  | 0,31  |

#### Charneca de Caparica e Sobreda
| Partido                 | Partido                        | Votos  | %               | +/-   |
| ----------------------- | ------------------------------ | ------ | --------------- | ----- |
|                         | Partido Socialista             | 4 911  | 32,02 / 100,00  | 4,96  |
|                         | Partido Social Democrata       | 2 059  | 13,43 / 100,00  | -     |
|                         | Bloco de Esquerda              | 1 913  | 12,47 / 100,00  | 6,51  |
|                         | Coligação Democrática Unitária | 1 728  | 11,27 / 100,00  | 10,56 |
|                         | Pessoas–Animais–Natureza       | 1 313  | 8,56 / 100,00   | 5,60  |
|                         | CDS – Partido Popular          | 814    | 5,31 / 100,00   | -     |
|                         | Aliança                        | 376    | 2,45 / 100,00   | Novo  |
|                         | LIVRE                          | 344    | 2,24 / 100,00   | 1,23  |
|                         | Basta!                         | 288    | 1,88 / 100,00   | 1,04  |
|                         | Nós, Cidadãos!                 | 187    | 1,22 / 100,00   | Novo  |
|                         | Iniciativa Liberal             | 166    | 1,08 / 100,00   | Novo  |
|                         | Outros (com menos de 1,00%)    | 363    | 2,35 / 100,00   |       |
| Votos Inválidos         | Votos Inválidos                | 873    | 5,69 / 100,00   | 2,29  |
| Total                   | Total                          | 15 335 | 100,00 / 100,00 |       |
| Eleitorado/Participação | Eleitorado/Participação        | 38 340 | 40,00 / 100,00  | 2,23  |

#### Costa da Caparica
| Partido                 | Partido                        | Votos  | %               | +/-  |
| ----------------------- | ------------------------------ | ------ | --------------- | ---- |
|                         | Partido Socialista             | 1 398  | 33,49 / 100,00  | 3,68 |
|                         | Partido Social Democrata       | 653    | 15,64 / 100,00  | -    |
|                         | Bloco de Esquerda              | 460    | 11,02 / 100,00  | 4,68 |
|                         | Coligação Democrática Unitária | 403    | 9,66 / 100,00   | 6,17 |
|                         | Pessoas–Animais–Natureza       | 379    | 9,08 / 100,00   | 6,04 |
|                         | CDS – Partido Popular          | 240    | 5,75 / 100,00   | -    |
|                         | LIVRE                          | 98     | 2,35 / 100,00   | 0,92 |
|                         | Aliança                        | 91     | 2,18 / 100,00   | Novo |
|                         | Basta!                         | 75     | 1,80 / 100,00   | 1,07 |
|                         | Partido Nacional Renovador     | 48     | 1,15 / 100,00   | 0,34 |
|                         | Nós, Cidadãos!                 | 42     | 1,01 / 100,00   | Novo |
|                         | Iniciativa Liberal             | 42     | 1,01 / 100,00   | Novo |
|                         | Outros (com menos de 1,00%)    | 63     | 1,52 / 100,00   |      |
| Votos Inválidos         | Votos Inválidos                | 182    | 4,36 / 100,00   | 2,34 |
| Total                   | Total                          | 4 174  | 100,00 / 100,00 |      |
| Eleitorado/Participação | Eleitorado/Participação        | 12 184 | 34,26 / 100,00  | 0,46 |

#### Laranjeiro e Feijó
| Partido                 | Partido                                         | Votos  | %               | +/-   |
| ----------------------- | ----------------------------------------------- | ------ | --------------- | ----- |
|                         | Partido Socialista                              | 4 557  | 38,43 / 100,00  | 7,52  |
|                         | Coligação Democrática Unitária                  | 1 986  | 16,75 / 100,00  | 11,78 |
|                         | Bloco de Esquerda                               | 1 464  | 12,35 / 100,00  | 5,99  |
|                         | Partido Social Democrata                        | 1 052  | 8,87 / 100,00   | -     |
|                         | Pessoas–Animais–Natureza                        | 814    | 6,86 / 100,00   | 4,47  |
|                         | CDS – Partido Popular                           | 344    | 2,90 / 100,00   | -     |
|                         | LIVRE                                           | 213    | 1,80 / 100,00   | 0,65  |
|                         | Basta!                                          | 206    | 1,74 / 100,00   | 1,03  |
|                         | Aliança                                         | 163    | 1,37 / 100,00   | Novo  |
|                         | Partido Comunista dos Trabalhadores Portugueses | 119    | 1,00 / 100,00   | 1,13  |
|                         | Outros (com menos de 1,00%)                     | 359    | 3,02 / 100,00   |       |
| Votos Inválidos         | Votos Inválidos                                 | 582    | 4,91 / 100,00   | 1,59  |
| Total                   | Total                                           | 11 859 | 100,00 / 100,00 |       |
| Eleitorado/Participação | Eleitorado/Participação                         | 34 338 | 34,54 / 100,00  | 1,41  |